# Wayne City (Illinois)
Wayne City es una villa ubicada en el condado de Wayne en el estado estadounidense de Illinois. En el Censo de 2010 tenía una población de 1032 habitantes y una densidad poblacional de 232,34 personas por km².

## Geografía
Wayne City se encuentra ubicada en las coordenadas 38°20′53″N 88°35′22″O / 38.34806, -88.58944. Según la Oficina del Censo de los Estados Unidos, Wayne City tiene una superficie total de 4.44 km², de la cual 4.44 km² corresponden a tierra firme y (0%) 0 km² es agua.

## Demografía
Según el censo de 2010, había 1032 personas residiendo en Wayne City. La densidad de población era de 232,34 hab./km². De los 1032 habitantes, Wayne City estaba compuesto por el 98.93% blancos, el 0.19% eran afroamericanos, el 0% eran amerindios, el 0% eran asiáticos, el 0% eran isleños del Pacífico, el 0% eran de otras razas y el 0.87% pertenecían a dos o más razas. Del total de la población el 0.58% eran hispanos o latinos de cualquier raza.